# Lysandra corydonius
Lysandra corydonius is een vlinder uit de familie van de Lycaenidae. De wetenschappelijke naam is voor het eerst gepubliceerd in 1852 door Herrich-Schäffer.
De soort komt voor in Oekraïne (de Krim), Zuidwest-Rusland, Turkije, Georgië.